# اچ‌ام‌اس تایگر (سی۲۰)
اچ‌ام‌اس تایگر (سی۲۰) (به انگلیسی: HMS Tiger (C20)) یک کشتی بود که طول آن ۵۵۵٫۵ فوت (۱۶۹٫۳ متر) بود. این کشتی در سال ۱۹۴۵ ساخته شد.